# Ganztelep
Ganztelep Budapest XVIII. kerületének egyik városrésze.

## Fekvése
- Határai:  a MÁV szolnoki vonala a Nagybánya utcától - Budapest határa - Üllői út - Nagybánya utca a MÁV szolnoki vonaláig.

## Története
Amikor az 1920-as években a Ganz-gyárak szerveztek dolgozóik számára házhelyigénylő mozgalmat, létrejött a mai Ganzkertváros. Akik a kedvezményes telekvásárlási akcióból kimaradtak, a mai Ganztelep területén vettek maguknak házhelyet. A terület neve 1949-ig Csákyliget volt, mivel Csáky Albin gróf birtokának felparcellázásából alakult ki. 1945-ig Vecséshez tartozott, ekkor Pestszentlőrinchez csatolták.